# Schweizerische Hilfe für Mutter und Kind
Die Schweizerische Hilfe für Mutter und Kind (SHMK) ist eine im Jahr 2001 gegründete, gemeinnützige und steuerbefreite Stiftung. Sie leistet unentgeltliche Beratung und Hilfe für Frauen, Paare und Familien, die durch Schwangerschaft oder Geburt in Not geraten. Zudem unterhält sie an mehreren Spitälern Babyfenster.
Die SHMK wird getragen und geleitet von Personen aus dem Bereich der Lebensschutzbewegung. Sie bietet nach Angaben des Gründers und ehemaligen Stiftungsratspräsidenten Dominik Müggler keine «ergebnisoffenen» Beratungen an, sondern lehnt die Abtreibung als Lösung eines Schwangerschaftskonfliktes ab. Müggler ist ebenfalls Gründungsmitglied und derzeitiger Präsident des Vereins Mamma, der schon eidgenössische Volksinitiativen zum Thema Abtreibung lanciert hat. Seit Ende 2024 löste der Deutsche Robert Hafenrichter Müggler als Präsident ab.
Die Stiftung finanziert sich ausschliesslich über private Spenden und Legate. Ihr Jahresbudget beträgt rund 2,5 Millionen Schweizer Franken. 2023 hat sie nach eigenen Angaben über 1700 Hilfsgesuche behandelt.

## Beratungsangebot
Die Beratung erfolgt nach Angaben der Stiftung durch Fachpersonen aus sozialen und medizinischen Berufen, auf Wunsch auch anonym. Die Stiftung ist seit 2008 von der ZEWO zertifiziert; die letzte Zertifizierung erfolgte im Jahr 2018.
Die SHMK führt eine für die ganze Schweiz tätige, durchgehend erreichbare Beratungs- und Notrufzentrale in den drei Landessprachen Deutsch, Französisch und Italienisch. An die SHMK können sich insbesondere Personen mit Wohnsitz in der Schweiz oder im Fürstentum Liechtenstein wenden.
Auf sozialen Medien wie Instagram schaltet die SHMK Werbung, die nach einem Bericht der Aargauer Zeitung von 2017 vermutlich gezielt schwangeren Frauen angezeigt wird.

## Babyfenster
Bekannt ist die SHMK auch durch die Babyfenster, die sie in Zusammenarbeit mit öffentlichen und privaten Spitälern führt. In der Schweiz gibt es acht Babyfenster, davon sechs Babyfenster von SHMK. Diese befinden sich in Basel, Bellinzona, Bern, Davos, Einsiedeln und Olten und helfen Müttern in Notsituationen, ihr Baby anonym in medizinisch betreute Obhut zu geben. Von der Eröffnung des ersten Babyfensters 2001 bis September 2023 wurden schweizweit 29 Babys in ein Babyfenster gelegt. Nach der Mutter wird nicht gefahndet. Sie kann ihr Baby noch mindestens ein Jahr lang zurückfordern, wozu allerdings ein DNA-Test erforderlich ist und wobei die Entscheidung über die Rückgabe an die Eltern letztlich von den Behörden getroffen wird.

## Kritik
Im August 2013 erschien in der Wochenzeitung Die Zeit ein kritischer Artikel, in dem anhand des Selbstversuchs einer Journalistin über Praktiken der Beratung der SHMK für ungewollt Schwangere berichtet wurde, die einen Schwangerschaftsabbruch erwägen. In der Folge stellte der SP-Nationalrat Cédric Wermuth am 17. September 2013 eine parlamentarische Anfrage, in der er unter Bezug auf die Berichterstattung der Zeit beklagte, die SHMK setze «die Klientinnen offenbar massiv unter Druck», und vom Bundesrat wissen wollte, wie dieser die Zusammenarbeit öffentlicher Spitäler mit der SHMK beurteile und wie er «unseriöse Beratungsangebote in Zukunft verhindern» wolle. Der zuständige Bundesrat Alain Berset antwortete, der Bundesrat teile die fachlichen Bedenken der nationalen Organisation Sexuelle Gesundheit Schweiz (SGS), die die Partnerschaften mit der SHMK als bedenklich eingestuft hatte. Allerdings bestehe für den Bund keine Rechtsgrundlage, privaten Hilfsorganisationen und Beratungsstellen die Tätigkeit zu verbieten bzw. den Spitälern Vorschriften zu machen.
Die SHMK ihrerseits wies in einer Stellungnahme die in der Zeit erhobenen Vorwürfe zurück und betonte, ihre Beratung sei unabhängig und professionell. Es gebe keine Beratungsstelle in der Schweiz, die so grosszügige Angebote an die Frau, an das Paar oder die Familie mache wie die SHMK. Stiftungsratspräsident Dominik Müggler wies dabei insbesondere auf die Höhe der den Frauen von der SHMK gewährten finanziellen Hilfe sowie auf den Umstand hin, dass die Hilfsempfängerinnen die Hilfe nicht zurückzahlen müssten.
Sowohl den Beratungsangeboten als auch der Institution der von der SHMK betriebenen Babyklappen an öffentlichen Spitälern wurde in den Medien und von Politikern, so etwa der Ständerätin und Hebamme Liliane Maury Pasquier, vorgeworfen, über der Vermeidung von Abtreibungen das Wohl der Mütter zu vernachlässigen und deren Bedürfnis nach Hilfe zu ignorieren.
In einer Antwort von Bundesrätin und Justizministerin Simonetta Sommaruga auf eine parlamentarische Anfrage Maury Pasquiers vom Januar 2014 räumte Sommaruga «viele ungelöste Probleme mit den Babyfenstern» ein, konstatierte jedoch eine «klare Nachfrage nach diesen Einrichtungen».
Ebenfalls im Januar 2014 erwog die ZEWO wegen ethisch fragwürdiger Inhalte im Webauftritt der SHMK, dieser ihr Gütesiegel zu entziehen. Die ZEWO setzte der SHMK eine Frist, Inhalte und Formulierungen zu entfernen, die die Würde der angesprochenen Frauen verletzten, und die Zertifizierung blieb erhalten.
Im Zusammenhang mit der Werbung der SHMK auf Instagram beklagte 2017 die Leiterin der von den Luzerner Kantonalkirchen getragenen interkonfessionellen Beratungsstelle  elbe, Hildegard Pfäffli Murer, die Werbestrategie der SHMK ziele darauf ab, «bei Betroffenen Schuldgefühle zu erzeugen, schürt die Angst vor psychischen Folgen und trägt damit zur weiteren Tabuisierung des Schwangerschaftsabbruches bei», wodurch die Notlage bei einer ungeplanten Schwangerschaft noch verstärkt werde. SHMK-Ratspräsident Müggler wies diesen Vorwurf als unbelegt zurück.
Im April 2021 wurde bekannt, dass die SHMK Schwangeren Hormonbehandlungen vermittelt, die medikamentöse Schwangerschaftsabbrüche rückgängig machen sollen. Dazu würden, so Medienberichte, Substanzen verschrieben, die die Wirkung der ersten Einnahme einer Abtreibungspille neutralisieren solle. Die verwendeten Medikamente seien zwar in der Schweiz zugelassen, nicht jedoch für Behandlungen dieser Art. Zudem werde, so der Bericht einer Journalistin der Basler Zeitung, die sich als Hilfesuchende ausgegeben hatte, das Rezept für die Hormonpräparate nach einem kurzen Telefongespräch per Fax zugestellt, ohne dass die Anruferin weitergehend von medizinischem Fachpersonal untersucht worden sei. Die SHMK erwiderte, die Anruferin sei am Telefon medizinisch befragt worden; dies sei ausreichend. Das Rundfunkunternehmen SRF berichtete im Oktober 2022, eine seiner Reporterinnen habe ebenfalls nach einem Telefongespräch die Hormonpräparate für die Methode „Abortion Pill Reversal“ (APR, englisch für „Abtreibungspillen-Aufhebung“) ohne weitere Untersuchung verschrieben bekommen. Dabei sei ihr von der verschreibenden Ärztin nicht klargemacht worden, dass die Behandlung in der Schweiz nicht zugelassen sei, und es sei ihr fälschlich zugesichert worden, die Kosten für die Medikamente würden von der Krankenkasse getragen. Eine schriftliche Einverständniserklärung wurde von ihr nicht verlangt, obwohl diese für nicht zugelassene Behandlungen SRF-Recherchen zufolge erforderlich ist. APR wird von gynäkologischen Fachgesellschaften in Nordamerika als unbewiesen und unethisch abgelehnt. Die Gynäkologin Helene Huldi von der Schweizerischen Gesellschaft für Gynäkologie und Geburtshilfe (SGGG) bezeichnete die Hormondosen als «abartig hoch» und erklärte, die Verschreibung sei «kein verantwortungsvolles ärztliches Handeln».